# Cuminia
Cuminia  é um gênero botânico da família Lamiaceae

## Espécies
- Cuminia brevidens
- Cuminia cyminum
- Cuminia eriantha
- Cuminia fernandezia